# Heraclia catarhodia
Heraclia catarhodia là một loài bướm đêm trong họ Noctuidae.